# Хайрулахович, Мустафа
Мустафа Хайрулахович (босн. Mustafa Hajrulahović; 22 января 1957, Баня-Лука — 8 марта 1998, Гамбург) — генерал времён войны в Боснии и Герцеговине, командующий силами боснийских мусульман во время осады Сараево (первый корпус).

## Биография
Родился в городе Баня-Лука, там же окончил среднюю школу.
Окончил военную академию в Сплите (Хорватия) в 1979 году. В 1991 году покинул ряды Югославской народной армии в звании капитана и перешёл на сторону Армии Республики Боснии и Герцеговины. Большую часть Боснийской войны провел в качестве командира 1-го армейского корпуса, участвовавшем в обороне Сараево. После войны был назначен генералом в мусульмано-хорватской Армии Федерации Боснии и Герцеговины.
Умер в 1998 году в гамбургской больнице от сердечного приступа. Был похоронен с военными почестями рядом с мечетью Али Паши в центре Сараево.